# 扇棘腔吻鱈
扇棘腔吻鱈，為輻鰭魚綱鱈形目鼠尾鱈科的其中一種，分布於印度洋海域，體長可達47.5公分，屬深海底棲性魚類，棲息在底中層水域，生活習性不明。